# The Ultimate Collection (Poco)
The Ultimate Collection è un CD raccolta dei Poco, pubblicato dalla Hip-O Records nel novembre del 1998. Il CD raccoglie alcuni brani registrati tra il 1969 ed il 1989.

## Tracce
1. Pickin' Up the Pieces – 3:19 (Richie Furay) – Tratto dall'album Pickin' Up the Pieces (1969)
2. You Better Think Twice – 3:20 (Jim Messina) – Tratto dall'album Poco (1970)
3. A Good Feelin' to Know – 4:05 (Richie Furay) – Tratto dall'album A Good Feelin' to Know (1972)
4. Bad Weather – 5:02 (Paul Cotton) – Tratto dall'album From the Inside (1971)
5. Keep on Tryin' – 2:53 (Timothy B. Schmit) – Tratto dall'album Head over Heels (1975)
6. Makin' Love – 2:54 (Rusty Young) – Tratto dall'album Head over Heels (1975)
7. Rose of Cimarron – 6:43 (Rusty Young) – Tratto dall'album Rose of Cimarron (1976)
8. Indian Summer – 4:40 (Paul Cotton) – Tratto dall'album Indian Summer (1977)
9. Crazy Love – 2:55 (Rusty Young) – Tratto dall'album Legend (1978)
10. Heart of the Night – 4:50 (Paul Cotton) – Tratto dall'album Legend (1978)
11. Barbados – 3:30 (Paul Cotton) – Tratto dall'album Legend (1978)
12. Under the Gun – 3:11 (Paul Cotton) – Tratto dall'album Under the Gun (1980)
13. Midnight Rain – 4:25 (Paul Cotton) – Tratto dall'album Under the Gun (1980)
14. Widowmaker – 3:37 (Rusty Young) – Tratto dall'album Blue and Gray (1981)
15. Streets of Paradise – 3:48 (Paul Cotton) – Tratto dall'album Blue and Gray (1981)
16. Shoot for the Moon – 2:42 (Rusty Young) – Tratto dall'album Ghost Town (1982)
17. Days Gone By – 3:49 (Paul Cotton, Fred Hersch, Joe Vitale) – Tratto dall'album Inamorata (1984)
18. Call It Love – 3:53 (Billy Crain, Ronnie Guilbeau, Rick Lonow, Jim Messina) – Tratto dall'album Legacy (1989)

## Musicisti
Pickin' Up the Pieces
- Richie Furay - chitarra a dodici corde
- Jim Messina - chitarra a sei corde
- Rusty Young - chitarra pedal steel
- Randy Meisner - basso, accompagnamento vocale
- George Grantham - batteria
- George Grantham - voce solista

You Better Think Twice
- Richie Furay - chitarra, voce
- Jim Messina - chitarra, voce
- Rusty Young - chitarra pedal steel, voce
- Timothy B. Schmit - basso, voce
- Bobby Doyle - pianoforte
- Larry Knechtel - pianoforte
- Milt Holland - percussioni

A Good Feelin' to Know
- Richie Furay - chitarra, voce
- Paul Cotton - chitarra, voce
- Rusty Young - chitarra steel, chitarra, voce
- Timothy B. Schmit - basso, voce
- George Grantham - batteria, voce
- Barry Flast - pianoforte

Bad Weather
- Richie Furay - chitarra, voce
- Paul Cotton - chitarra, voce
- Rusty Young - chitarra steel, voce
- Timothy B. Schmit - basso, voce
- George Grantham - batteria, voce

Keep on Tryin' e Makin' Love
- Paul Cotton - chitarra elettrica, chitarra acustica, voce
- Rusty Young - chitarra pedal steel, mandolino, chitarra acustica
- Timothy B. Schmit - basso, voce
- George Grantham - batteria, voce
- Mark Harman - organo, pianoforte, clavicembalo
- Donald Fagen - sintetizzatore
- Jimmie Haskell - strumenti a corda
- Garth Hudson - tastiere
- Michael Von Verdick - voce
- Victor Feldman - percussioni
- Steve Forman - percussioni
- Milt Holland - percussioni

Rose of Cimarron
- Paul Cotton - voce, chitarra elettrica, chitarra acustica
- Rusty Young - chitarra acustica, chitarra elettrica a dodici corde, mandolino, banjo, dobro
- Timothy B. Schmit - voce, basso, armonica
- George Grantham - voce, batteria, timpano
- Mark Harman - celesta
- Tom Sellers - pianoforte (grand piano), arrangiamenti strumenti a corda
- Milt Holland - percussioni
- Sid Sharp - concert master

Indian Summer
- Paul Cotton - voce solista, chitarra gretsch white falcon
- Rusty Young - chitarra steel, sitar
- Timothy B. Schmit - basso, voce
- George Grantham - batteria, voce
- Steve Forman - percussioni
- Donald Fagen - sintetizzatore (ARP Odyssey), arp string ensemble

Crazy Love, Heart of the Night e Barbados
- Paul Cotton - voce, chitarra solista
- Rusty Young - chitarra steel, chitarra, voce
- Charlie Harrison - basso, armonie vocali
- Steve Chapman - batteria
- Jai Winding - tastiere
- Tom Stephenson - tastiere (brano: Barbados)
- Phil Kenzie - sassofono
- Michael Boddicker - sintetizzatore
- Steve Forman - percussioni

Under the Gun
- Paul Cotton - chitarra elettrica, voce solista
- Rusty Young - chitarra elettrica
- Kim Bullard - tastiere
- Charlie Harrison - basso, voce
- Steve Chapman - batteria

Midnight Rain
- Paul Cotton - chitarra elettrica, voce
- Rusty Young - chitarra elettrica, voce solista
- Kim Bullard - tastiere
- Charlie Harrison - basso
- Steve Chapman - batteria

Widowmaker
- Paul Cotton - chitarra solista, voce
- Rusty Young - chitarra, voce solista
- Kim Bullard - tastiere
- Charlie Harrison - basso, voce
- Steve Chapman - batteria
- Steve Forman - percussioni
- Venetta Fields - accompagnamento vocale, cori
- Clyde King - accompagnamento vocale, cori
- Denise DeCaro - accompagnamento vocale, cori

Streets of Paradise
- Paul Cotton - chitarra, voce solista
- Rusty Young - chitarra elettrica, voce
- Kim Bullard - tastiere
- Charlie Harrison - basso, voce
- Steve Chapman - batteria
- Steve Forman - percussioni

Shoot for the Moon
- Paul Cotton - chitarra, voce
- Rusty Young - chitarra steel, chitarra, voce
- Kim Bullard - tastiere
- Charlie Harrison - basso, voce
- Steve Chapman - batteria
- Steve Forman - percussioni
- Armand Karpoff - violoncello
- Phil Kenzie - sassofono
- Buell Neidlinger - contrabbasso
- Denise Subotnile - chitarra, viola, voce

Days Gone By
- Paul Cotton - chitarra, voce
- Rusty Young - chitarra steel, chitarra, voce
- George Doering - chitarra, voce
- Richie Furay - chitarra, voce
- Kim Bullard - tastiere, voce
- Richard Gibbs - tastiere
- Randy Kerber - tastiere
- Timothy B. Schmit - basso, voce
- Neil Stubenhaus - basso
- George Grantham - batteria, voce
- Steve Chapman - batteria, percussioni
- Steve Forman - batteria, percussioni
- Vinnie Colaiuta - batteria, percussioni

Call It Love
- Richie Furay - chitarra, chitarra a dodici corde, voce
- Jim Messina - chitarra, voce
- Rusty Young - chitarra steel, banjo, dobro, chitarra, pianoforte
- Rusty Young - voce solista
- Randy Meisner - basso, chitarra, voce
- George Grantham - batteria, voce